# 1883 год в науке
В 1883 году произошли различные научные и технологические события, некоторые из которых представлены ниже.

## Достижения человечества

### Изобретения
- Электродвигатель переменного тока: Никола Тесла.
- Свисток Гальтона, первый практический способ получения ультразвука: Фрэнсис Гальтон.

## Награды
- Ломоносовская премия
  - Архимандриту Амфилохию (П. И. Сергиевскому-Казанцеву) за труды по древнеславянской письменности[1][2]:53—108.

## Родились
- 2 марта –  Мануэль Гамио, мексиканский археолог и этнограф.
- 23 мая — Дмитрие Леонида, румынский учёный энергетик, действительный член Румынской академии наук. Лауреат Государственной премии Румынии.
- 22 мая — Эрвин Нестле, немецкий протестантский богослов; сын Эберхарда Нестле — директора евангелической семинарии[нем.], отец математика Фрица Нестле[нем.][3].
- 21 октября — Фриц Кнолль, австрийский ботаник.